# RAB1B
RAB1B‏ (RAB1B, member RAS oncogene family) هوَ بروتين يُشَفر بواسطة جين RAB1B في الإنسان.